# シーケーワン
シーケーワン（英：ck one）は、1994年にカルバン・クラインから販売されたユニセックスの香水。 

## 解説
ck oneはユニセックスのフレグランスと見なされており、米国で広く人気を獲得した最初のユニセックスのフレグランスである。
カルバン・クラインのためにアルベルト・モリヤス（en: Alberto Morillas）とハリー・フレモント（Harry Fremont）によって開発されたシトラス系のフレグランスで1994年に発売され、ベストセラーとなり、1990年代半ばに年間約9000万ドル（USD）を売り上げた。2007年の時点で、米国でのck oneの売上は年間約3,000万ドルになる。  

### 香り
トップノートにはパイナップル、マンダリンオレンジ、パパイア、ベルガモット、カルダモン、レモン、ミドルノートにはナツメグ、スミレ、オリスの根 (Orris root) 、ジャスミン、スズラン、バラ。ベースノートには、サンダルウッド、アンバー、ムスク、スギ、オークモスなど。

### ボトル
ボトルはシンプルで黒字で「ck one」と書かれている。